# Dijons spårväg
Dijons spårvägsnät (franska: Tramway de Dijon) består av en linje som går mellan Dijons centralstation och Quetigny. Linjen invigdes den 1 september 2012 och ytterligare en linje kommer att öppnas den 8 december 2012.
Vagnparken kommer att bestå av 33 nya spårvagnar av typen Alstom Citadis som ingår i en gemensam upphandling med en annan ny spårvägsstad, Brest.

## Linjenät
När spårvägsnätet är färdigställt skall det bestå av två linjer men en sammanlagd banlängd om 20 km och 37 hållplatser. Den första linjen invigdes den 1 september 2012 med ordinarie trafik från den 3 september och den andra beräknas öppnas den 8 december 2012.
| Linje | Sträckning                       | Invigd        | Längd     | Hållplatser |
| ----- | -------------------------------- | ------------- | --------- | ----------- |
| T 1   | Dijons centralstation ↔ Quetigny | 1/10 - 2012   | 8,5 km    | 16          |
| (T 2) | (Valmy ↔ Chenôve)                | (8/12 - 2012) | (11,5 km) | (21)        |